# Stenodyneriellus flavobalteatus
Stenodyneriellus flavobalteatus är en stekelart som först beskrevs av Cameron 1903.  Stenodyneriellus flavobalteatus ingår i släktet Stenodyneriellus och familjen Eumenidae. Inga underarter finns listade i Catalogue of Life.